# 譚伯源
譚伯源，GLM（1949年5月—）是澳門商人，亦為澳門特別行政區首任經濟財政司司長。

## 學歷
譚伯源於1949年5月於澳門出生；其小學及中學教育分別於澳門和香港就讀。中學於香港聖芳濟書院畢業後前往到英國攻讀大專課程，並取得英國高級國家工商管理文憑。1970年於澳門東亞大學就讀，其後取得該大學之中國法律系文憑外，於1986年取得工商管理系碩士。

## 簡歷
1970年，譚伯源返回澳門協助其家族從事商業、物流業、物業投資等生意。1990年代出任澳門特別行政區籌備委員會委員、澳門特別行政區推選委員會委員等社會職務；1999年8月獲中央人民政府任命為澳門特别行政區政府經濟財政司司長，並於2004年12月4日再度被任命為經濟財政司司長。2014年12月20日起，不再擔任經濟財政司司長一職。

## 其他職務
譚伯源曾任第九屆、第十屆全國政協澳區委員等公職外，也曾擔任澳門廠商聯合會副理事長、澳門中華總商會會董、中國光彩事業促進會理事等職務 。